# Le Mariage de Noël
 (décembre 2023).
Si vous disposez d'ouvrages ou d'articles de référence ou si vous connaissez des sites web de qualité traitant du thème abordé ici, merci de compléter l'article en donnant les références utiles à sa vérifiabilité et en les liant à la section « Notes et références ».
Le Mariage de Noël (The Runaway Bride) est un épisode spécial de la série Doctor Who situé entre la deuxième saison et la troisième saison de la deuxième série et diffusé pour la première fois sur la BBC pour le Noël 2006.

## Résumé
Donna Noble, une future mariée, disparaît en marchant dans l'allée de l'église et se matérialise dans le TARDIS juste après que le Docteur a fait ses adieux à Rose Tyler. Les deux sont stupéfaits par cet événement. Donna pense que le Docteur l'a enlevée et demande à être ramenée à l'église de Chiswick mais le TARDIS atterrit très loin de là.
Donna tente de contacter sa famille pendant que le Docteur essaye de savoir comment elle est arrivée dans le TARDIS. Il aperçoit alors les Pères Noël robotiques précédemment vus dans L'Invasion de Noël. Il réussit à s'échapper, mais Donna entre dans un taxi conduit par l'un d'eux. Le Docteur prend en chasse le taxi avec le TARDIS au-dessus de l'autoroute et réussit à sauver Donna. Le Docteur donne ensuite un anneau à Donna qui permet d'empêcher les Pères Noël de la retrouver et tente de comprendre pourquoi ils l'ont visée. Il apprend qu'elle travaille dans une entreprise de sécurité appelée HC Clements, où elle a rencontré son futur mari, Lance Bennett.
Le Docteur ramène Donna à sa réception de mariage, au grand soulagement de sa famille, Lance, et leurs amis. Le Docteur apprend que HC Clements est la propriété de l'Institut Torchwood, et grâce aux images prises par le photographe au mariage plus tôt, que Donna a produit des particules Huon. Une source d'énergie qui n'existe plus depuis des milliards d'années. Seulement ces particules ne peuvent être masquées par la bague qu'il lui a donnée plus tôt. La salle de réception est alors entourée par les Pères Noël, qui ont également installé un sapin de Noël avec des ornements explosifs. En utilisant la sono de la réception et son tournevis sonique, le Docteur réussit à détruire les robots et à remonter à la source de leur contrôle. Un vaisseau spatial en forme d'étoile en orbite au-dessus de la ville, mais il perd ensuite le signal.
Le Docteur demande à Lance et Donna de l'emmener à HC Clements, se demandant qui contrôle l'entreprise depuis la dissolution de Torchwood 1 dans la bataille de Canary Wharf. Il découvre un niveau secret dans le sous-sol et les trois marchent dans un long tunnel qui mène à la barrière de la Tamise. Là, le Docteur découvre un laboratoire où les particules Huon ont été fabriquées et stockées sous forme liquide. Le Docteur comprend que Donna a été saturée en particules Huon, et le jour de son mariage, les particules se sont « activées » à la suite du surplus d'émotions ressenties. Toutefois, ce processus a attiré Donna dans le TARDIS qui fonctionne aux particules Huon, et qui a donc agi comme un aimant.
Un grand puits s'étend également au milieu de la pièce, le Docteur déclare qu'il a été creusé par la technologie laser de Torchwood et qu'il semble s'enfoncer jusqu'au centre de la Terre. Une créature se téléporte dans la pièce, le Docteur l'identifie comme l'un des Racnoss, une race extra-terrestre qui aurait été anéantie il y a des milliards d'années. Elle se déclare être l'impératrice des Racnoss, explique que Lance a travaillé pour elle et qu'il est celui qui a saturé Donna avec des particules Huon en servant des cafés dopés au bureau — ce qui a involontairement fait tomber Donna amoureuse de lui. Ce qui a mené à la demande en mariage. Tandis que le Docteur et Donna s'échappent dans le TARDIS, l'impératrice décide d'utiliser Lance à la place de Donna et commence à le gaver de particules Huon.
Le Docteur ramène le TARDIS dans le temps à la création de la Terre pour découvrir la dernière pièce du puzzle : la planète a été formée autour d'un vaisseau spatial Racnoss qui est encore en son cœur. L'objectif de l'impératrice est d'utiliser les particules Huon pour réveiller ceux qui sont encore à bord du vaisseau et dévorer les humains. Le Docteur et Donna retournent au laboratoire, car le TARDIS est attiré par les particules Huon à l'intérieur de Lance : Donna est ensuite capturée dans la toile de l'impératrice, tandis que le Docteur est tenu en joue. L'impératrice commence à activer les particules Huon et fait tomber Lance dans la fosse comme nourriture pour les Racnoss, qui se sont réveillés et commencent à remonter à la surface.
Pendant ce temps, son vaisseau en forme d'étoile de Noël commence à descendre et attaque Londres. Le Docteur réussit à se faufiler dans le laboratoire et propose à l'impératrice de l'amener avec les autres membres de son espèce sur une autre planète où ils ne menaceront plus personne. Quand elle refuse, il s'identifie comme provenant de Gallifrey (ce qui provoque une réaction de colère de la part de l'impératrice qui accuse les Seigneurs du Temps d'avoir assassiné les Racnoss) et il utilise les ornements de Noël pour faire éclater les parois. L'eau de la Tamise s'engouffre dans le bâtiment et inonde le puits, noyant les Racnoss au centre de la Terre. Donna demande au Docteur d'arrêter sa vengeance et de partir, ils s'enfuient alors dans le TARDIS. L'Impératrice se téléporte à bord de son vaisseau, maintenant sans défense, peu de temps avant qu'il ne soit détruit dans le ciel par l'armée, sur les ordres d'Harold Saxon.
Le Docteur ramène Donna à la maison, mais elle est dévastée, ayant perdu le même soir et son emploi et son fiancé. Elle décline son invitation à se joindre à lui dans le TARDIS, mais suggère qu'il trouve quelqu'un d'autre pour le calmer, comme elle l'a fait plus tôt. Le Docteur lui dit quelques mots sur Rose, puis disparaît de nouveau dans le TARDIS.

## Distribution
- David Tennant : Le Docteur
- Catherine Tate : Donna Noble
- Jacqueline King : Sylvia Noble
- Sarah Parish : L'impératrice
- Don Gilet : Lance Bennett
- Howard Attfield : Geoff Noble
- Trevor Georges : Le prêtre
- Glen Wilson : Le chauffeur de taxi
- Krystal Archer : Nerys
- Rhodri Meilir (en) : Rhodri
- Zafirah Boateng : La petite fille
- Paul Kasey : Robot Père Noël

## Continuité
- Les Pères Noël robotiques avaient déjà été vus dans L'Invasion de Noël. Cette fois-ci, on voit à quoi ils ressemblent sans leurs masques.
- Le Docteur utilise l'éxtrapolateur déjà utilisé dans L'Explosion de Cardiff.
- C'est la première fois depuis le début du revival de Doctor Who que le Docteur nomme sa planète : Gallifrey.
- Le tank qui tire sur le vaisseau Racnoss reçoit un ordre d'un certain « M. Saxon ». Il s'agit du fil rouge de la saison 3 (comme le fut « Bad Wolf » dans la saison 1 et « Torchwood » dans la saison 2). On voit déjà ce mot sur le journal lu par l'Abzorbaloff dans l'épisode L.I.N.D.A.